# 咲月りこ
咲月 りこ（さつき りこ、1994年2月6日 - ）は、日本のAV女優。
身長:150cm。スリーサイズ:B88(E)・W59・H84cm。趣味・特技:キティ集め、料理。

## 略歴
2013年にデビューしたAV女優。T-POWERS所属。

## 人物・来歴
趣味は、キティ集め。5歳から追っかけをするほどのアイドル好きで、小学3年生から約2年間芸能事務所に所属していた過去がある。
2013年6月1日にアイドルデビューが決まっていたが興味本位でAVデビューをした。

## 出演・作品

### アダルトビデオ
2013年
- 続・素人娘、お貸しします。 VOL.69（5月21日、プレステージ）
- 街角美少女を、本気でヤッちゃいました。 2nd. vol.01（6月21日、プレステージ）共演 8名[要出典]
- 2013真夏のSOD女子社員 ‘女子社員力強化合宿’ 女子社員としての感覚を研ぎ澄まし、磨け！！ 知力、体力、美力、H力！！（8月8日、SODクリエイト）[要出典]
- レズ友100人出来るかな！？女の子だけの素人レズナンパ！ パート2（9月10日、ホットエンターテイメント）共演:水澤まお、大槻ひびき、宮間葵[要出典]
- 過激すぎるド素人娘 4時間スペシャル 8（9月13日、S級素人）「沙月りこ」名義　共演:高梨あゆみ他3名[要出典]
- 出張中のSOD女子社員の部屋にこっそり忍び込んで寝ている間にヌプッっと挿入（9月19日、SODクリエイト）[要出典]
- 欲求不満なスケベ熟女 お漏らしオナニー（10月4日、映天／葡萄館）共演:藤北彩香、広瀬まどか、早瀬ありす、美緒みくる、友田彩也香
- 本当にイッてる指オナニー 12（10月4日、OFFICE K'S）共演:早瀬ありす、石井ゆりこ、広瀬まどか、Maika、瀧川花音、未来ひかり
- TeenHunt ＃013/Osaka（10月7日、桃太郎映像出版）[要出典]
- M男御用達 乳首責めマッサージサロン（10月18日、OFFICE K'S）共演:maika、石井ゆりこ、藤北彩香
- 整体院で尿意を激しく催すツボを押されて小便を漏らしちゃった女性客の羞恥心を利用してハメる！（10月18日、OFFICE K'S）共演:藤北彩香、未来ひかり、石井ゆりこ
- 我慢汁が染み出すほどの勃起チンコを見てたら、発情しちゃった美人マッサージ師の淫乱ぶりがヤバイ！（10月18日、虎堂）共演:藤北彩香、Maika、石井ゆりこ
- 放課後女子校生 センズリ鑑賞アルバイト（10月18日、虎堂）[要出典]
- 街で出会った女子校生。公衆便所でおまんこドアップ撮影（10月25日、虎堂）共演:藤北彩香、Maika、未来ひかり
- CLUB NAKED 16 【全裸ダンス】（10月25日、ジャネス）共演:Maika、宮間葵、藤北彩香
- 素人SSSゲッター vol.47（11月1日、アートモード）[要出典]
- 家なきJKギャル ～即席つらたんアルバイト～ #01（11月08日、S級素人）
- ゆるふわ癒やしの京美人セフレ（11月9日、アイエナジー）
- SOD女子社員社外（秘） 業務報告レポート 初公開！？体当たりSEX研修 3部署合計240分 SP（11月21日、SODクリエイト）[要出典]
- JK エロ尻！丸見えアナル！極小マエバリ！危ないダンス！！（11月25日、未来 フューチャー）共演:波多野結衣、相葉レイカ、小宮山せりな、桜井あゆ
- DANCE FLOOR 1.0 （過激ver）（12月5日、未来 フューチャー）共演:Maika、宮間葵、藤北彩香

2014年
- つま先LOVE パンスト編vol.1（1月7日、unfinished）共演:桜井あゆ、波多野結衣、小宮山せりな　ほか計10名
- ご奉仕飲尿クンニ 2（3月21日、OFFICE K'S）共演:琥珀うた、青井いちご、吉美さあや、芹沢つむぎ
- 素人ナンパ！「アダルトビデオのレビューをお願いします！」AV観せたらパンツを濡らしちゃった素人娘たちは簡単にヤれる！？（3月21日、OFFICE K'S）共演:藤北彩香、佐山あずみ、百合川さら
- デリヘルレズビアン 3（3月21日、虎堂）共演:琥珀うた、芹沢つむぎ、吉美さあや、初芽里奈、新山かえで、通野未帆、桂木麻耶
- ちんぐり責め（3月21日、OFFICE K'S）共演:芹沢つむぎ、野々原まゆ、吉美さあや、初芽里奈

### WEB
- ドッキリクイーン [3]

### 雑誌
- 本当にいたよ! こんなにやさしいお姉さん 2013年10月号（2013年8月27日、ダイアプレス）[4]
- 週刊大衆 艶やか浴衣美女6人 アソコ見せてください!　2013年8月12日号（2013年7月29日、株式会社双葉社）

## テレビ出演
- ゴッドタン〜The God Tongue 神の舌〜上品芸人ハメ外しクラブ（2013年8月14日、テレビ東京）[5]